# Густаво Енріке (футболіст, 1993)
Густаво Енріке (порт. Gustavo Henrique, нар. 24 березня 1993, Сан-Паулу) — бразильський футболіст, захисник іспанського «Вальядоліда».
Виступав, зокрема, за клуби «Сантус» та «Фламенго», а також олімпійську збірну Бразилії.
Дворазовий переможець Ліги Каріока. Чемпіон Бразилії. Переможець Рекопи Південної Америки.

## Клубна кар'єра
Народився 24 березня 1993 року в місті Сан-Паулу. Вихованець юнацьких команд футбольних клубів «Віторія» (Салвадор) та «Сантус».
У дорослому футболі дебютував 2012 року виступами за команду «Сантус», у якій провів вісім сезонів, взявши участь у 133 матчах чемпіонату. 
Протягом 2020—2022 років захищав кольори клубу «Фламенго».
До складу клубу «Фенербахче» приєднався на умовах оренди 2022 року.
У серпні 2023 року перейшов до «Вальядоліда», підписавши контракт на 3 роки.

## Виступи за збірну
У 2015 році залучався до складу молодіжної збірної Бразилії. На молодіжному рівні зіграв у 2 офіційних матчах.

## Титули і досягнення
- Переможець Ліги Каріока (2):

«Фламенгу»: 2020, 2021
- Чемпіон Бразилії (1):

«Фламенгу»: 2020
- Переможець Рекопи Південної Америки (1):

«Фламенгу»: 2020
- Володар суперкубка Бразилії (2):

«Фламенгу»: 2020, 2021
- Володар Кубка Туреччини (1):

«Фенербахче»: 2022-23